# Біссінген-ан-дер-Тек
Біссінген (нім. Bissingen) — громада в Німеччині, знаходиться в землі Баден-Вюртемберг. Підпорядковується адміністративному округу Штутгарт. Входить до складу району Есслінген.
Площа — 17,06 км2. Населення становить 3420 ос. (станом на 31 грудня 2020).